# Carena de les Elies
La Carena de les Elies és un serrat a cavall dels termes municipals de Granera, del Moianès, i de Mura, a la comarca catalana del Bages.

La Carena de les Elies, respecte del terme de Granera

Està situada a la partió de les valls del torrent de les Fraus de l'Otzet, a llevant, i del torrent de la Font d'Apolònia, a ponent. A ponent de l'extrem meridional de la carena hi ha la masia de les Elies.